# Релбю
Ре́лбю (ест. Rälby küla, швед. Rälby) — село в Естонії, у волості Вормсі повіту Ляенемаа.

## Населення
Чисельність населення на 31 грудня 2011 року становила 19 осіб.

## Географія

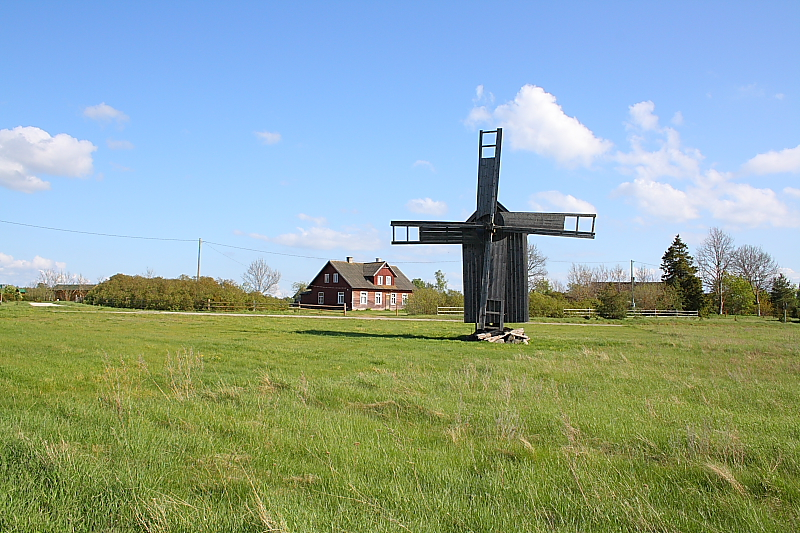
Вітряк у селі

Село розташоване в північно-східній частині острова Вормсі.
Через населений пункт проходить автошлях 16131.

## Історія
До 1977 року населений пункт мав назву Релбю (Rälby küla). Під час адміністративної реформи 1977 року село перейменували в Рялбі (Rälbi küla). З січня 1998 року селу повернули історичну шведську назву Релбю.